# Rosyjska Biblioteka Państwowa
Rosyjska Biblioteka Państwowa (ros. Российская государственная библиотека) – rosyjska biblioteka publiczna założona w 1862 roku w Moskwie jako biblioteka przy Muzeum N. Rumiancewa.

## Historia
Biblioteka powstała w na bazie zbiorów zgromadzonych przez Nikołaja Rumiancewa. Pod koniec jego życia liczyły one 29 tysięcy woluminów i zawierały obok książek rękopisy, mapy, plany i grafiki oraz eksponaty muzealne. Po śmierci w 1826 roku Rumiancewa jego kuzyn Siergiej przekazał zbiory państwu razem z dwoma budynkami. Zbiory w 1828 roku przejęło Ministerstwo Oświaty. 23 listopada 1831 roku udostępniono je publiczności otwierając Muzeum im. Rumiancewa. Jednak nie zapewniono mu odpowiednich funduszy na funkcjonowanie. W 1845 roku Muzeum podporządkowano Petersburskiej Bibliotece Publicznej. W 1861 roku decyzją Komitetu Ministrów na wniosek kuratora moskiewskiego okręgu szkolnego Nikołaja Isakowa zbiory muzealne i biblioteczne przeniesiono z Petersburga do Moskwy. 9 czerwca 1862 roku cesarz Aleksander II zatwierdził statut Muzeum tworząc pierwszą w Moskwie bibliotekę publiczną. Dawał on bibliotece prawo do egzemplarza obowiązkowego. 
Po rewolucji październikowej 12 grudnia 1921 roku Rada Komisarzy Ludowych przekształciła bibliotekę i dział rękopisów i starodruków słowiańskich we Wszechrosyjską Bibliotekę Publiczną oddzielając ją od Muzeum. 6 lutego 1925 roku zmieniono jej nazwę na Państwową Bibliotekę ZSRR im. W. I. Lenina. 
W latach 1925–1991 posiadała status narodowej biblioteki Związku Socjalistycznych Republik Radzieckich. Gromadziła piśmiennictwo wydawane w ZSRR i reprezentacyjne dla całego świata. W 1991 podjęto prace reorganizacyjne. W 1992 roku bibliotekę przemianowano na Rosyjską Bibliotekę Państwową.

## Zbiory
W 1862 roku biblioteka otrzymała prawo do otrzymywania egzemplarza obowiązkowego wszystkich druków wydawanych w Rosji. Pozyskiwano go za pośrednictwem cenzury, stąd braki w zbiorach. Cenzura nie obejmowała bowiem druków urzędowych i cerkiewnych. Do 1917 roku z tego źródła biblioteka otrzymała 590 tysięcy książek i broszur i 137 tysięcy druków ulotnych. Przekazywano jej również działa skonfiskowane i zakazane. Innym źródłem gromadzenia zbiorów były dary, dzięki którym do 1917 roku powiększono zbiory o 300 tysięcy woluminów. W 1917 roku zbiory liczyły milion woluminów. 
Zgodnie z postanowieniem Rady Komisarzy Ludowych z 12 grudnia 1921 roku biblioteka otrzymała prawo do 2 bezpłatnych egzemplarzy obowiązkowych druków z terenu ZSRR, a 6 lat później do dodatkowego trzeciego egzemplarza, który jest traktowany jako archiwalny i nie może być udostępniany czytelnikom. 
W latach 1918–1921 przejęto około 400 księgozbiorów liczących około 1,5 miliona woluminów. W styczniu 1920 roku Lenin wydał polecenie, aby biblioteka gromadziła czasopisma wydawane przez kontrrewolucjonistów w kraju i za granicą.
Na początku 1941 roku zbiory liczyły 9 milionów woluminów. Pod koniec 2016 zbiory wynosiły 47 milionów woluminów.

## Budynek
Po przeniesieniu do Moskwy zbiory umieszczono je w tzw. domu Paszkowa. Ponieważ rozrastały się, już na początku XX wieku planowano budowę nowego budynku. Brakowało na to pieniędzy, dlatego zwiększano powierzchnię dobudowując i adaptując pomieszczenia. Po przeniesieniu do innego budynku galerii obrazów w listopadzie 1915 roku otwarto nową czytelnię z której mogło korzystać 450–470 czytelników. W 1918 roku biblioteka przejęła cały budynek. 26 lutego 1926 roku Rada Komisarzy Ludowych podjęła decyzję o rozbudowie biblioteki. Prace rozpoczęto w 1930 roku budując nowy gmach na sąsiedniej parceli. Jednak prace przeciągnęły się i budowę ukończono dopiero w latach 1957–1960. 

## Odznaczenia
- 29 marca 1945 roku Biblioteka została odznaczona Orderem Lenina[2]

## Galeria

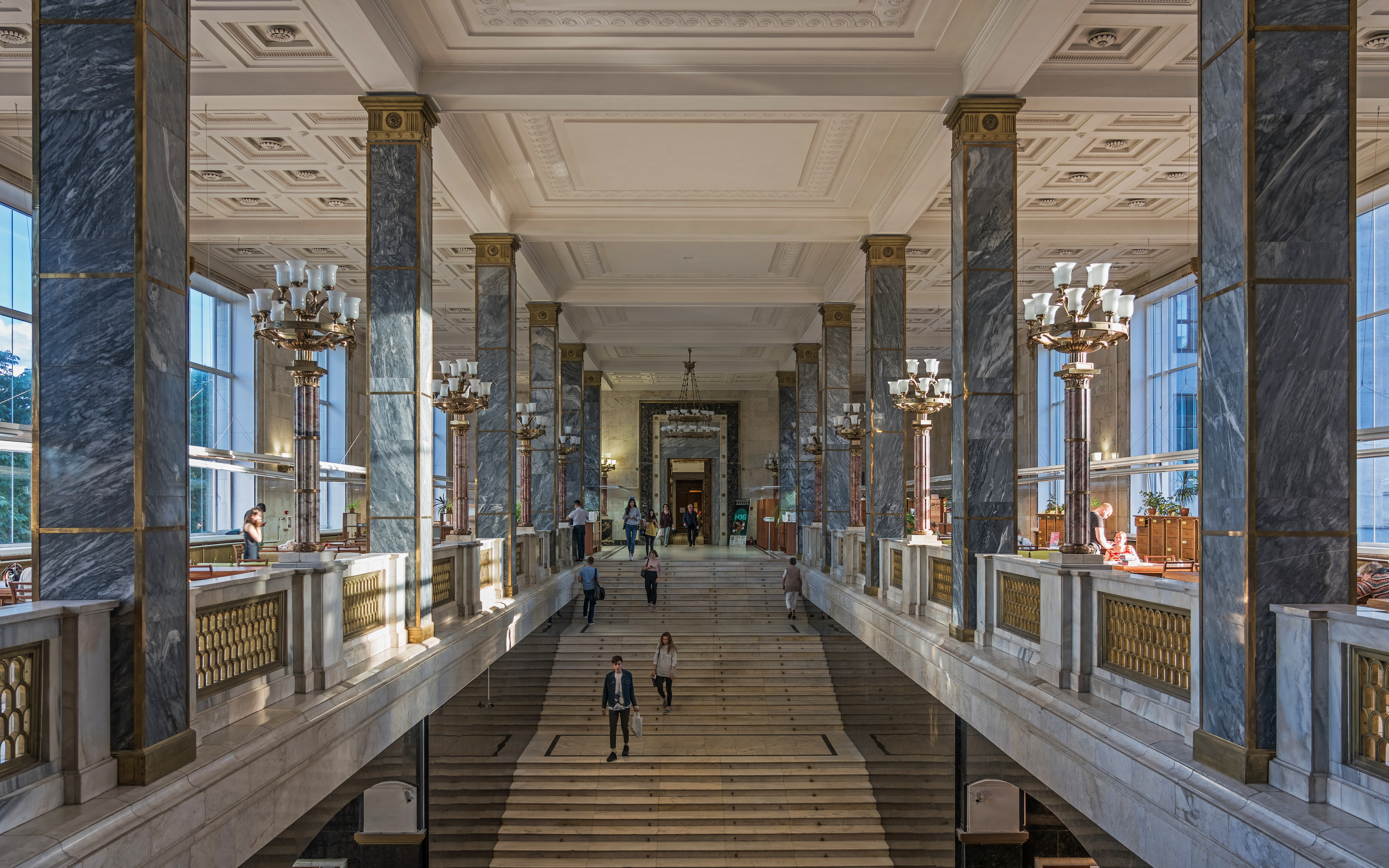
Hol główny
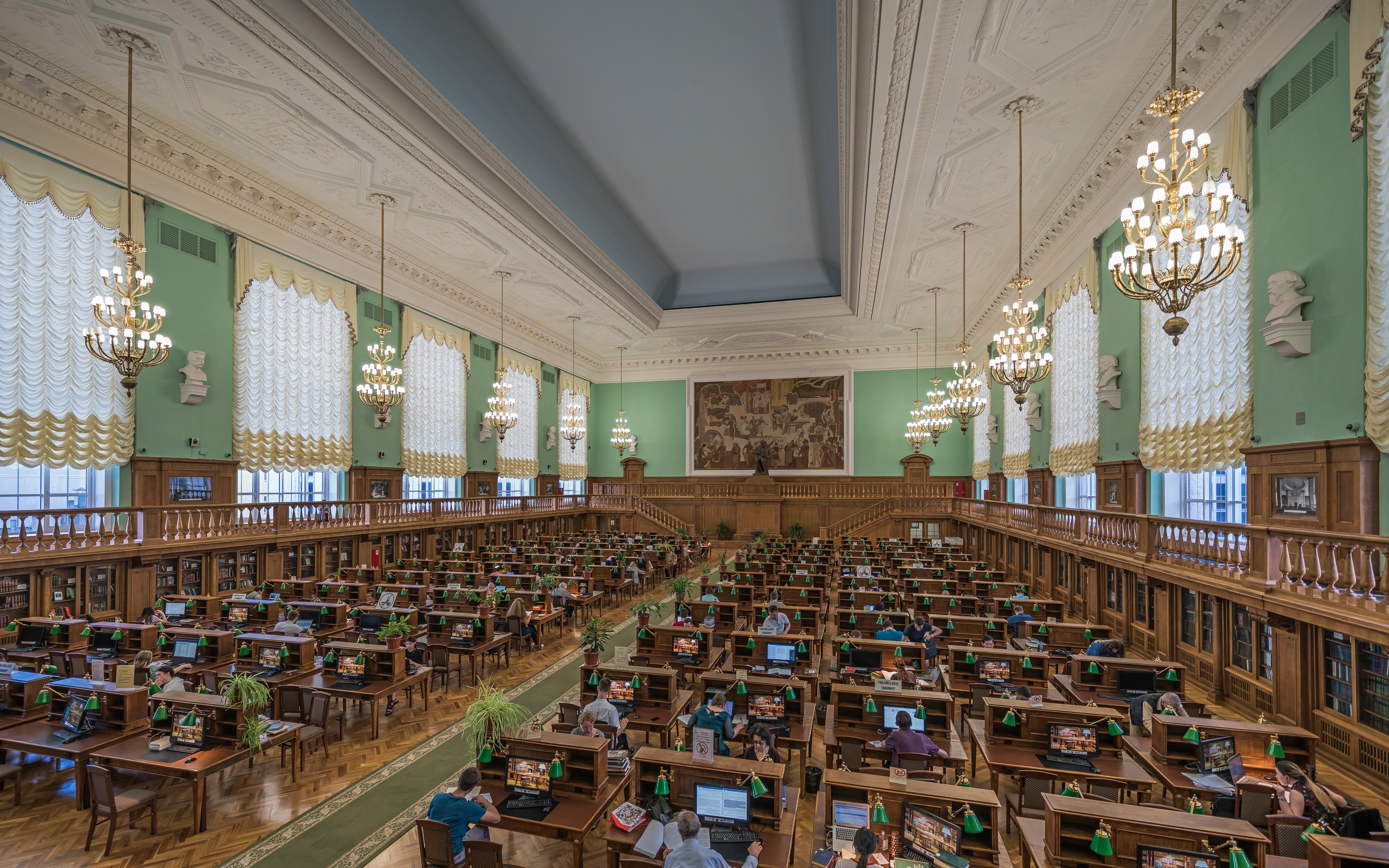
Jedna z czytelni
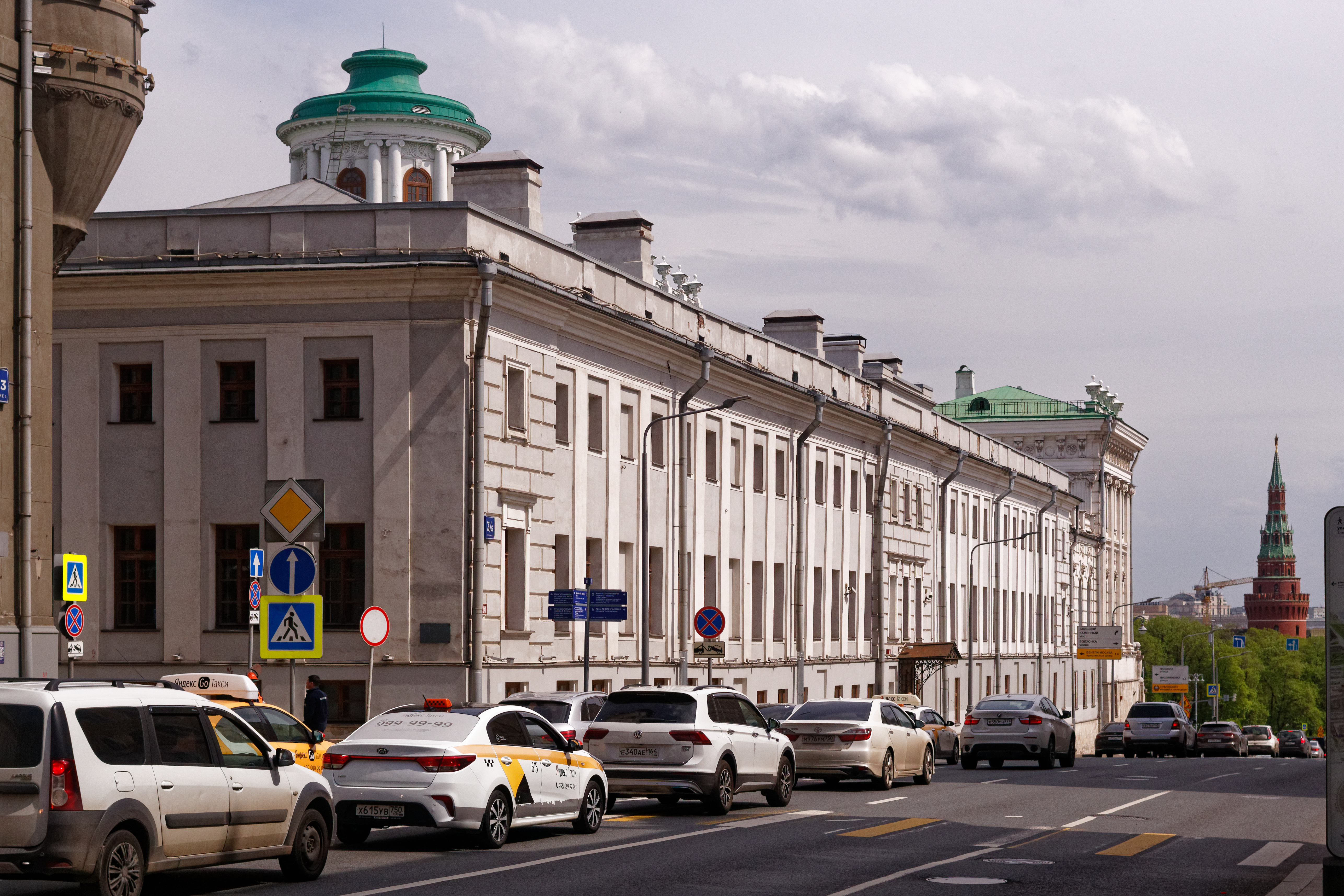
Budynek biblioteczny
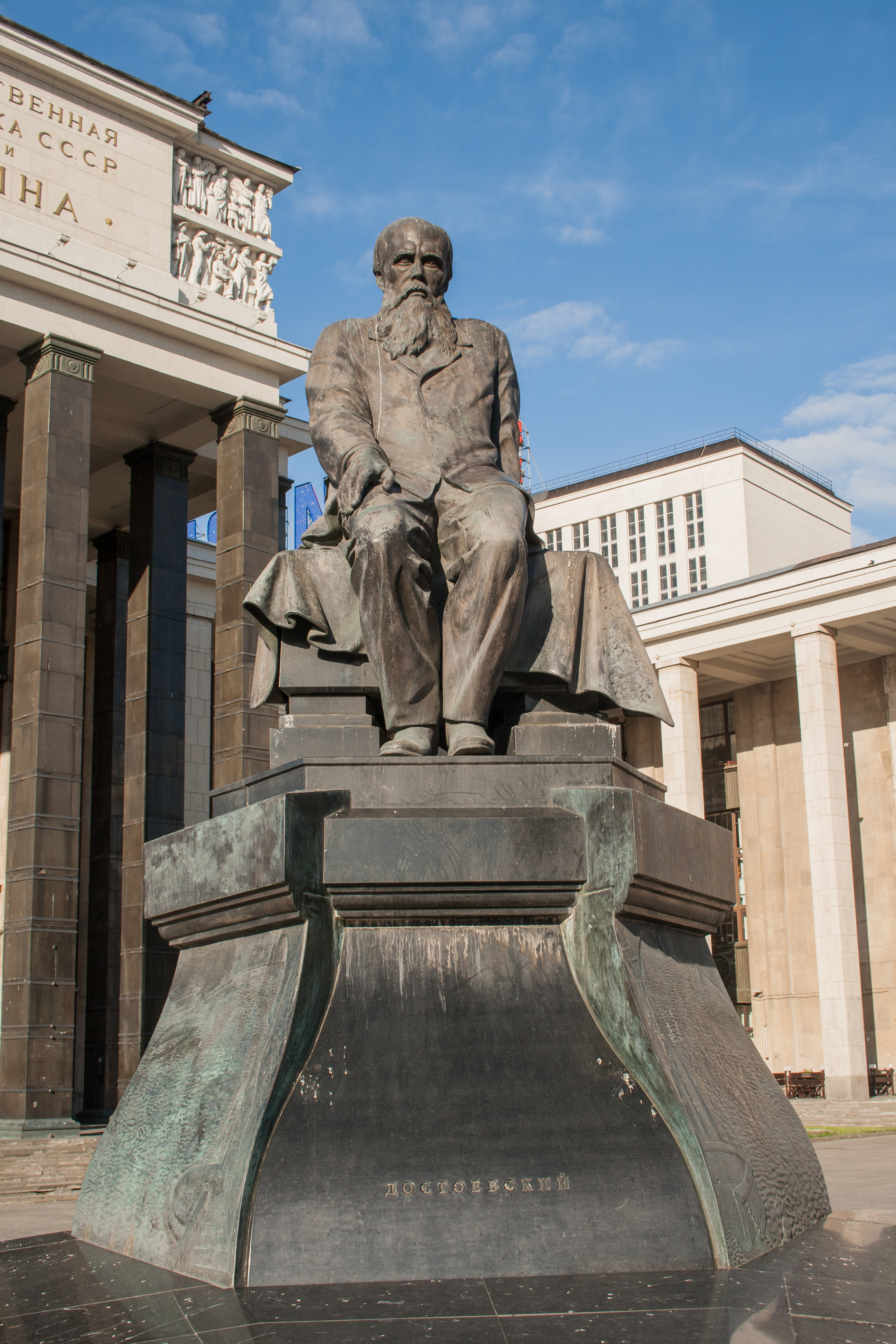
Pomnik F. Dostojewskiego
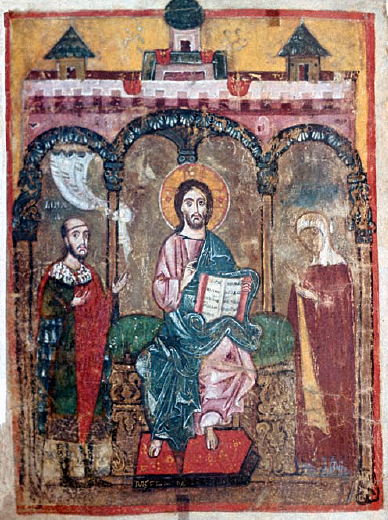
Ilustracja manuskryptu z XIV w.